# Muhlenbergia fastigiata
Muhlenbergia fastigiata är en gräsart som först beskrevs av Jan Svatopluk Presl, och fick sitt nu gällande namn av Johannes Jan Theodoor Henrard. Muhlenbergia fastigiata ingår i släktet muhlygräs, och familjen gräs. Inga underarter finns listade i Catalogue of Life.